# Leucanella viridescens
Leucanella viridescens är en fjärilsart som beskrevs av Walker 1855. Leucanella viridescens ingår i släktet Leucanella och familjen påfågelsspinnare. Inga underarter finns listade i Catalogue of Life.